# 迁西县
40°08′N 118°19′E / 40.133°N 118.317°E
迁西县在中国河北省东部、滦河流域，是唐山市所辖的一个县。境内喜峰口为长城要隘。县境西北为明九镇之一蓟州镇府三屯营旧址。
县政府驻兴城。1946年自迁安县分出。1958年废除迁西县，县境划入迁安县及遵化县。1961年复置迁西县至今。縣人民政府駐景忠東街21號。
县内矿产有铁矿、金矿、锰矿等。特產有遷西板栗。

## 行政区划
迁西县下辖1个街道办事处、14个镇、3个乡：
栗乡街道、兴城镇、金厂峪镇、洒河桥镇、太平寨镇、罗家屯镇、东荒峪镇、新集镇、三屯营镇、滦阳镇、汉儿庄镇、新庄子镇、东莲花院镇、白庙子镇、上营镇、渔户寨乡、旧城乡、尹庄乡和河北迁西经济开发区。

## 人口
根據第七次人口普查數據，截至2020年11月1日零時，遷西縣常住人口365615人。

## 交通
- 230国道过境。

## 风景名胜
- 景忠山